# Запольяи, Имре
Имре Запольяи (венг. Szapolyai Imre; около 1420 — 12 сентября 1487) — граф, венгерский государственный и политический деятель, палатин Венгерского королевства (с 1486), подскарбий Венгерского королевства (с 1459). Бан Славонии и Хорватии (1464—1466), губернатор Боснии (1464—1465). Хорватский национальный герой.

## Биография
Имре (Мирко) от рождения принадлежал к Магнатскому классу, будучи представителем знатного рода венгерских феодалов Запольяи или Заполья (венг. Zapolyai, Szapolyai). Мирко — прямой потомок хорватского героя Тврде Заполье (Tvrde Zapolje). Мирко — сын Владислава Запольяи, владельца Шоймоша, и его первой жены Доротеи; брат Иштвана и Миклоша Запольяи.
Мирко отличился на службе у легендарного Яноша Хуньяди. С 1458 года занимал высокие должности при дворе. За заслуги получил от сына Яноша — короля Венгрии Матьяша I в 1460 году во владение Спишский Град, самый большой замок нынешней Словакии, а в 1461 — Кежмарок.
12 сентября 1463 г. Матьяш I заключил в Петроварадине союз с Венецией против турок. Близ Градишки венгерские войска перешли Саву и разделились на два отряда, которые с двух сторон подступили к боснийской крепости Яйце. Одним отрядом командовал король, а другим — Мирко. 10 октября началась осада Яйце. Турки храбро защищали город, но под Рождество 25 декабря принуждены были сдаться. Губернатором Боснии — яицким баном — Матьяш назначил Мирко. Одновременно Мирко Запольяи стал именоваться и хорватско-славонско-далматинским баном.
12 июля 1464 г. к Яйце подступила армия великого визиря Махмуд-паши Ангеловича. Венгерский гарнизон выдержал все турецкие атаки. Находившийся в Горяниме Мирко Запольяи, узнав об осаде Яйце, двинулся на помощь и отогнал турок. Султан 22 августа направил в Боснию свежие силы. Со своей стороны, король, во главе большой армии, снова перешёл через Саву. В октябре Матьяш I осадил крепость Зворник. Боснийский наместник Мухаммед Минетович заблаговременно снабдил Зворник продовольствием и боеприпасами. Осада затянулась… Король повелел Мирко явиться под Зворник, но тот, по причине тяжёлого ранения, не смог. В итоге, король сместил Мирко с поста бана Боснии и Хорватии, назначив на его место Яноша Туза. В следующем, 1465 году Матьяш назначил Мирко Запольяи жупаном Спиша и Оравы.
Мирко вёл самостоятельную заграничную политику, в результате чего в том же 1465 году у него снова обострились отношения с королём, а в 1467 году Мирко Запольяи стал одним из лидеров оппозиционной и массовой партии семиградских (трансильванских) феодалов, выступавших против Матьяша I.
В 1468 году, после подавления мятежников, Мирко был прощён королём Матьяшем. И принял участие в военном походе против короля Чехии Йиржи из Подебрад. Война за обладание Чехией растянулась на десять лет (1468—1478). В 1471 г. Мирко примкнул к восстанию против короля Матьяша, которое возглавил Эстергомский архиепископ, хорват Иван Витез. Повстанцы обвиняли Матьяша в безразличии к судьбе Хорватских земель, методично разоряемых османами… Но после смерти архиепископа, Мирко Запольяи в очередной раз примирился с королём Матьяшем. В 1475 г. Матьяш I сделал Мирко королевским местоблюстителем.
В 1486 году Имре Мирко Запольяи стал палатином Венгерского королевства. Умер 12 сентября 1487 году и был похоронен в Спишской церкви.

## Комментарии
1. ↑  В разных источниках он упоминается как Мирко Запольский (хорв. Mirko Zapoljski), Имре Заполя (серб. Имре Запоља) или Эмерик Заполья (венг. Zápolya Emeric).
2. ↑  Тврде - основатель Тврдич-града. Состоял в родстве с боснийскими банами Боричами.